# Виа Агрипа
Виа Агрипа (на латински: Via Agrippa) са четирите римски пътя, построени от Марк Випсаний Агрипа, римския военачалник и зет на Август, когато е щатхалтер на Галия. Той построява там четири военни пътя от 21 000 километра (13 000 mi) от Лугдунум (Лион). Според Страбон това са: един [...] до Аквитания, един до Рейн, трети до океана при беловаките и амбианите (Амиен) и четвъртият път е на бреговете на Нарбона и Масилия (Марсилия). Строени са между 39 и 38 пр.н.е., 22 и 21 пр.н.е. и между 16 и 13 пр.н.е.